# اچ‌ام‌اس تیپتو (پی۳۳۲)
اچ‌ام‌اس تیپتو (پی۳۳۲) (به انگلیسی: HMS Tiptoe (P332)) یک زیردریایی بود که طول آن ۲۷۳ فوت (۸۳ متر) بود. این زیردریایی در سال ۱۹۴۴ ساخته شد.